# 香取照幸
香取 照幸（かとり てるゆき、1956年 - ）は、日本の厚生労働官僚。上智大学総合人間科学部社会福祉学科特別契約教授。駐アゼルバイジャン共和国特命全権大使を務めた。

## 人物・経歴
東京都出身。麻布高等学校卒。
1980年 東京大学法学部卒業、厚生省入省、保険局国民健康保険課配属。
1982年 在フランスOECD（経済協力開発機構）事務局研究員。
1985年 厚生省薬務局経済課
1987年 厚生省年金局年金課課長補佐
1990年 埼玉県生活福祉部老人福祉課長
1992年 厚生省保険局国民健康保険課課長補佐
1993年 厚生省老人保健福祉局企画課課長補佐
1996年 厚生省大臣官房政策課企画官（高齢者介護対策本部事務局次長）
1997年 厚生省大臣官房政策課企画官（社会・援護局保護課災害救助対策室長併任）
1998年 厚生省大臣官房組織再編準備室次長。1999年厚生省児童家庭局育成環境課児童手当管理室長
2001年 内閣官房内閣参事官。2002年厚生労働省老健局振興課長。2005年厚生労働省雇用均等・児童家庭局総務課長
2007年 厚生労働省参事官（社会保障担当参事官室長併任）
2008年 内閣官房内閣参事官、社会保障国民会議事務局参事官、安心社会実現会議事務局参事官併任
2009年 厚生労働省大臣官房審議官（雇用均等・児童家庭、少子化対策担当）
2010年 厚生労働省政策統括官（社会保障担当）、内閣官房内閣審議官（内閣官房副長官補付）（社会保障・税一体改革担当）併任
2011年 命子ども子育て新システム推進室長
2012年 厚生労働省年金局長
2015年 厚生労働省雇用均等・児童家庭局長
2016年 依願退官。
2017年～2020年 駐アゼルバイジャン共和国特命全権大使
2020年4月、上智大学総合人間科学部社会福祉学科特別契約教授、同年8月一般社団法人未来研究所臥龍代表理事。

## 著書
- 『教養としての社会保障』東洋経済新報社 2017年5月。ISBN 978-4-492-70144-7
- 『民主主義のための社会保障』東洋経済新報社 2021年1月。ISBN 978-4-492-70152-2
- 『社会保障論Ⅰ 基礎編』東洋経済新報社 2022年3月。ISBN 978-4-492-70153-9